# Серија А Италије у рагбију
Серија А Италије у рагбију (итал. Serie A (rugby a 15)) је други ранг рагби 15 такмичења за клубове из Италије.

## О такмичењу
24 рагби клуба подељена су у четири групе. Сезона траје од септембра до маја и игра се по двокружном систему. Два најбоље пласирана клуба из сваке групе иду у плеј оф. Победник плеј офа иде у виши ранг италијанског клупског рагбија. 

## Учесници
Група 1
- Академија
- Ђенова
- Торино
- Лајонси
- Про реко
- Торино

Група 2
- Бреша
- Колорно
- Милано
- Парабиађо
- Носето
- Верона

Група 3
- Петрарка
- Трависијум
- Удине
- Валполисела
- Валсугана
- Вићенца

Група 4
- Лаквила
- Беневенто
- Гран сасо
- Перуђа
- Прато сесто
- Примавера

## Историја
Листа победника друге италијанске лиге у рагбију
- 1987. Лајонси
- 1988. Калвизиано
- 1989. Парма
- 1990. Носето
- 1991. Рома
- 1992. Калвизиано
- 1993. Мирано
- 1994. Болоња
- 1995. Пјаћенца
- 1996. Болоња
- 1997. Пјаћенца
- 1998. Парма
- 1999. Болоња
- 2000. Ливорно
- 2001. Болоња
- 2002. Силеа
- 2003. Леонеса
- 2004. Катанија
- 2005. Венезијаместе
- 2006. Капитолина
- 2007. Венезијаместе
- 2008. Рома
- 2009. Каваљери
- 2010. Лацио
- 2011. Калвизиано
- 2012. Сан дона
- 2013. Капитолина
- 2014. Лаквила
- 2015. Лајонси
- 2016. Ређио Емилија
- 2017. Медисеји